# Nattlinne
Nattlinne är ett ofta löst sittande, klänningsliknande plagg, som används av kvinnor att till exempel sova i. De tillverkas vanligen i något mjukt material som bomull, siden, satin eller nylon. Ibland har nattlinnet spetsapplikationer. 
Nattlinnet kan vara av varierande längd, alltifrån lårlängd till att det är fotsitt. Ett nattlinne kan till exempel vara en baby doll som är midje- eller lårkort eller ett långt nattlinne med väl tilltagen vidd. Ett nattlinne kan vara ärmlöst, kortärmat eller långärmat. Plagget är vanligen löst sittande för att inte hindra rörelser under sömnen.

## Bildgalleri

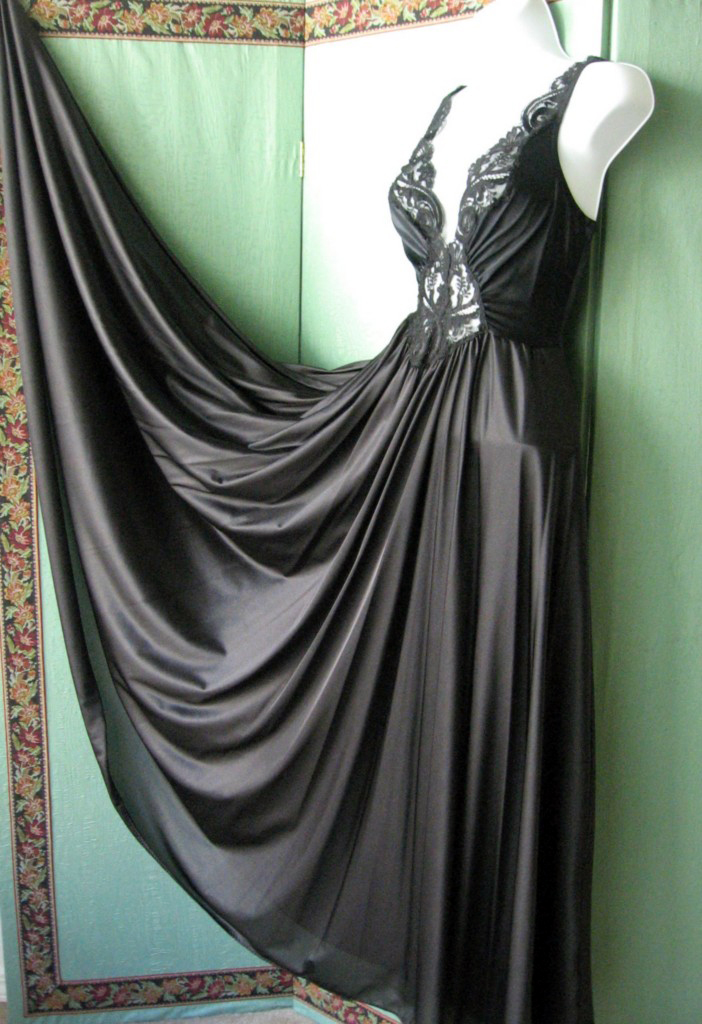
Svart nattlinne från Olga.
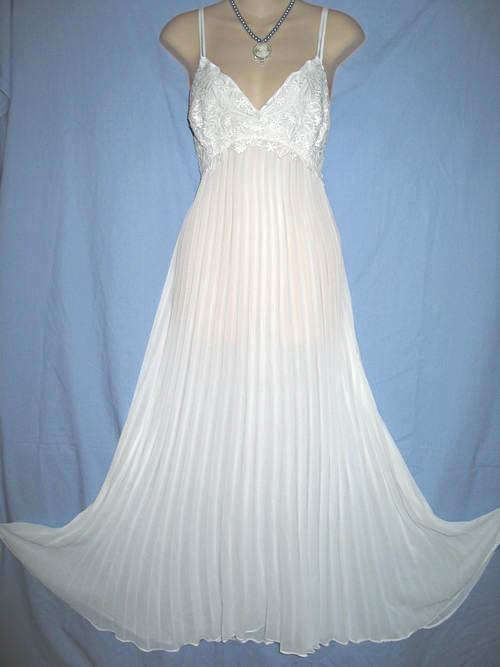
Vitt plisserat nattlinne.
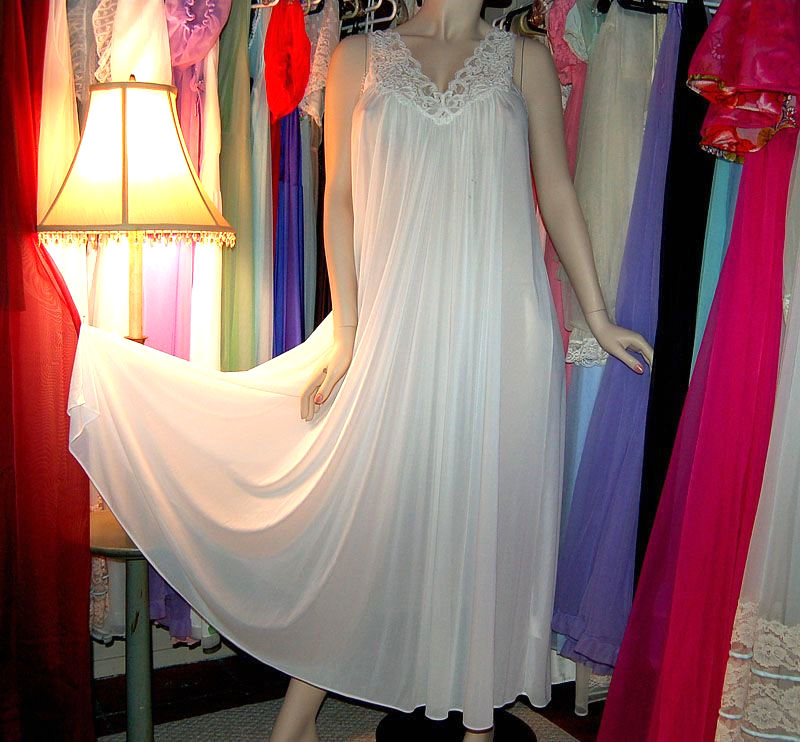
Vitt nattlinne.
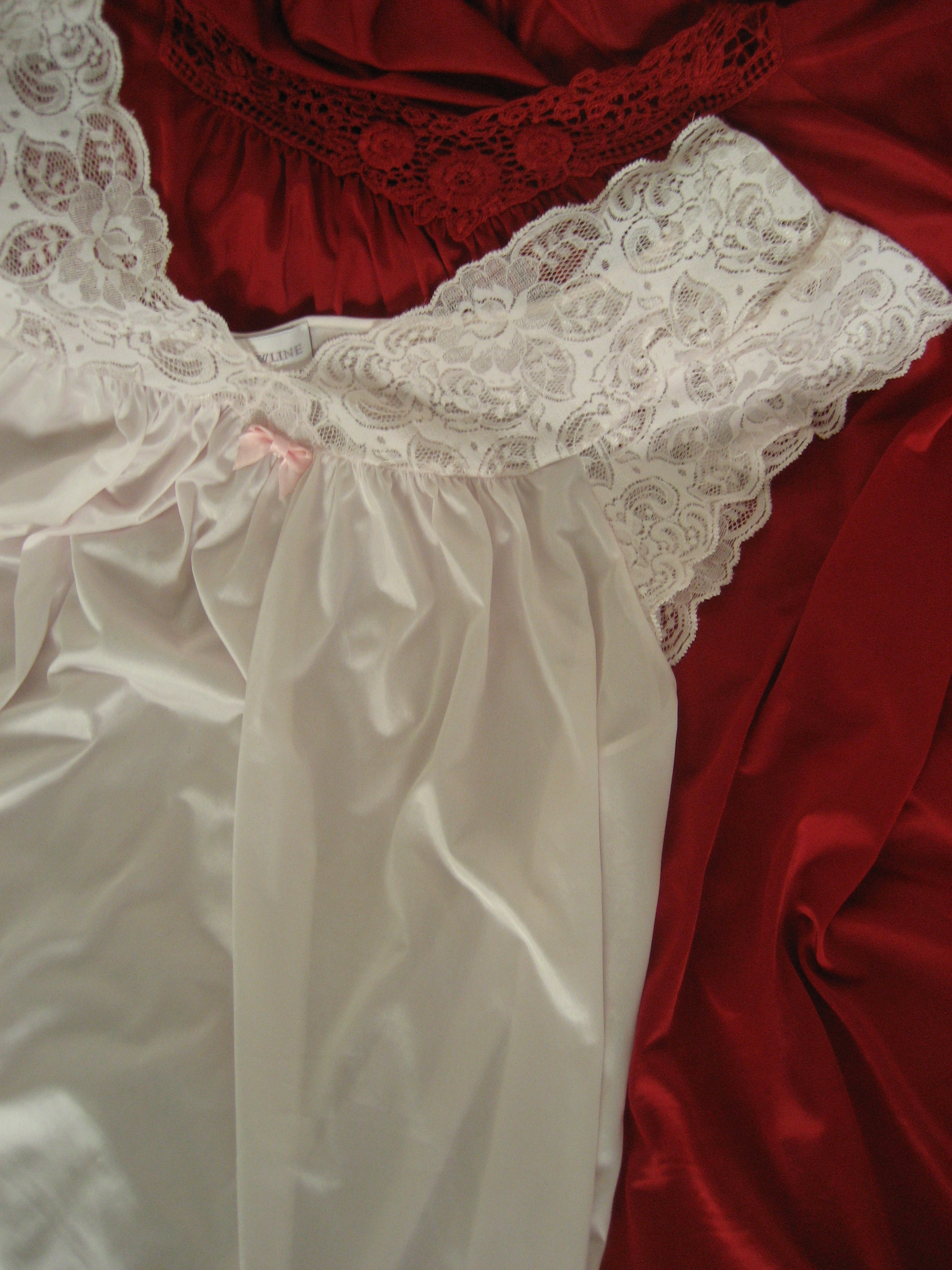
Nattlinnen från Shadowline.